# Laguna Medusa
La laguna Medusa es una laguna de marea que ocupa el sector oeste de las tierras bajas centrales de la isla Candelaria del archipiélago Candelaria en las islas Sandwich del Sur. En su costa oeste se encuentra la punta Sarcófago que limita su salida al mar a la ensenada Serpiente Marina. Está asociada geomorfológicamente con la cercana laguna Gorgon, ubicada al este, luego de la planicie Quimera. Al norte se encuentra el cerro Lucifer.
El nombre fue dado por el Comité de Lugares Antárticos del Reino Unido en 1971, haciendo referencia al monstruo Medusa de la mitología griega, una de las tres gorgonas.
La isla nunca fue habitada ni ocupada, y como el resto de las Sandwich del Sur es reclamada por el Reino Unido que la hace parte del territorio británico de ultramar de las Islas Georgias del Sur y Sandwich del Sur, y por la República Argentina, que la hace parte del departamento Islas del Atlántico Sur dentro de la provincia de Tierra del Fuego, Antártida e Islas del Atlántico Sur.